# Coca-Cola Arena

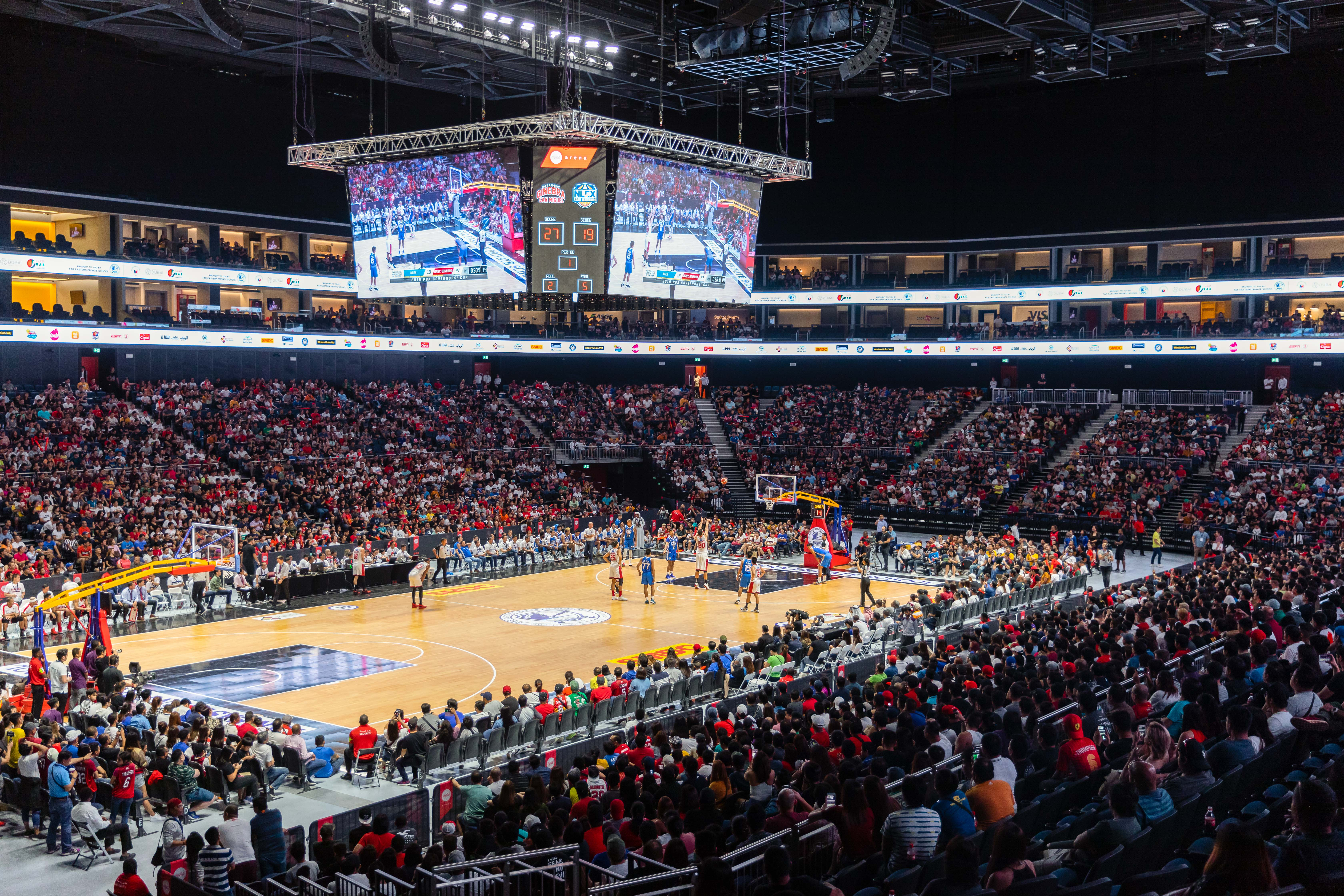
Interior del Coca-Cola Arena, durante un partido de baloncesto.

El Coca-Cola Arena es un estadio de usos múltiples ubicado en el área de City Walk en Dubái, Emiratos Árabes Unidos. El recinto fue inaugurado el 6 de junio de 2019 con un espectáculo del cómico canadiense Russell Peters, mientras que una semana más tarde el primer concierto musical corrió a cargo de Maroon 5. Tiene una capacidad para 17.000 espectadores.

## Construcción
Coca-Cola Arena es uno de los estadios tecnológicamente más avanzados del mundo. La estructura del tejado puede soportar 190 toneladas. La fachada cuenta con un sistema de iluminación compuesto por 4.600 LED. Tradicionalmente se ilumina en rojo para representar la marca que da nombre al estadio, Coca-Cola.
El estadio tiene capacidad para 17.000 espectadores, y se puede organizar en una variedad de diferentes modos de asientos y visualización, incluido el modo de escenario final, redondo e íntimo. Esto significa que puede albergar de todo, desde conciertos de música a gran escala hasta espectáculos y cenas de gala. El graderío principal presenta cuatro niveles. Los niveles uno y cuatro se componen de asientos fijos, mientras que los niveles dos y tres constan de suites de hospitalidad. Se puede agregar un nivel adicional de asientos gracias a los asientos retráctiles automáticos a pie de pista.

## Eventos
Coca-Cola Arena ha sido escenario de conciertos de Simple Minds, Bastille, Demi Lovato, Hans Zimmer, Lewis Capaldi, Jason Derulo, Justin Bieber, 50 Cent, Martin Garrix, Maroon 5 y muchos otros cantantes. Aparte de eso, presentó varios programas de comedia, con comediantes famosos como Kevin Hart, Michael McIntyre y Trevor Noah.
En 2024 albergó el Euroleague Basketball Next Generation Tournament, que ganó el equipo juvenil de Ratiopharm Ulm.